# Boarmia pansticta
Boarmia pansticta là một loài bướm đêm trong họ Geometridae.